# Sthenurus
Sthenurus (‘cua forta’ en llatí) és un gènere de cangur extint. Amb una alçada d'uns 3 m, algunes espècies mesuraven el doble de les espècies vivents. Sthenurus era un parent del gènere Procoptodon, més ben conegut.